# Società Veneta
La Società Veneta per le imprese e costruzioni pubbliche, nota più brevemente come Società Veneta (SV), è stata una società privata di trasporti pubblici ferroviari e tranviari. Ha operato anche nell'ambito delle costruzioni di immobili e di infrastrutture diverse dalla tipologia ferroviaria.
Tra il 1898 e il 1977, la sua ragione sociale fu Società Veneta per la costruzione e l'esercizio di ferrovie secondarie italiane. Nella prima metà del XX secolo, fu la più grande società esercente ferrovie concesse in Italia, gestendo linee sia del nord sia del centro Italia.

## Storia

### La fondazione e le costruzioni civili

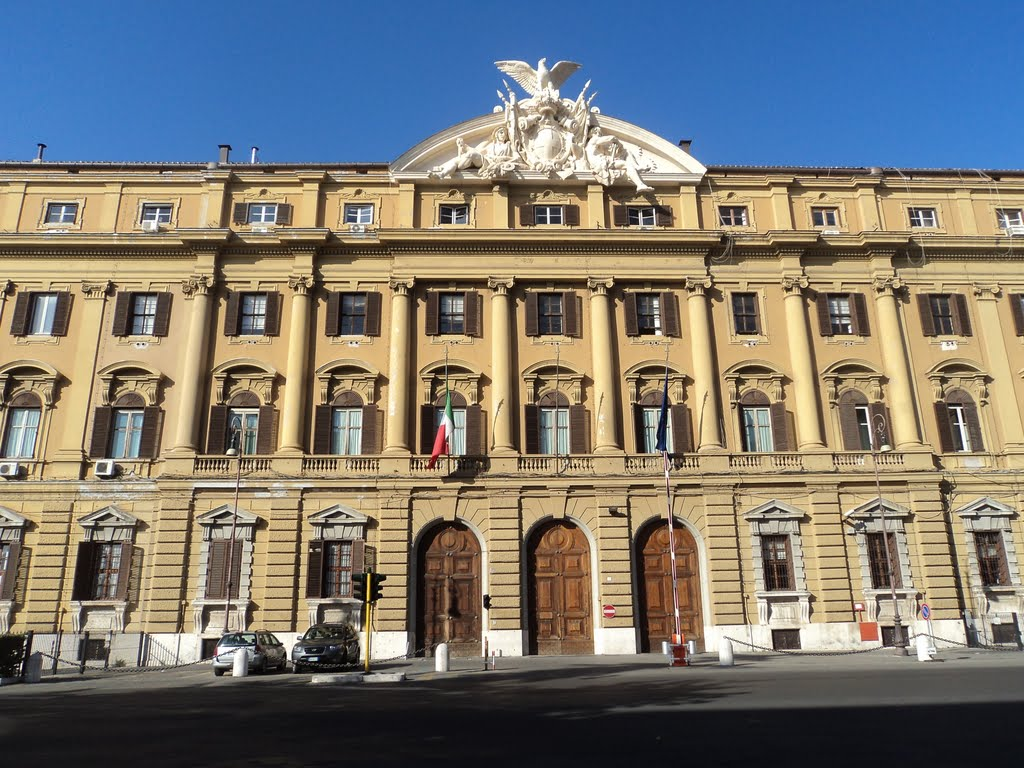
Il Palazzo delle Finanze a Roma, la cui costruzione fu appaltata alla Veneta.

La Società Veneta per le imprese e costruzioni pubbliche fu fondata a Padova l'11 gennaio 1872 da un gruppo di notabili locali tra i quali l'ingegnere Vincenzo Stefano Breda che sottoscrisse il 25% del capitale sociale e fu eletto primo presidente. La sua costituzione fu poi approvata dal Governo con il regio decreto 25 gennaio 1872, n. CCX.
Nei primi due anni di attività, la Veneta ottenne diversi appalti i quali poi vennero effettivamente realizzati in subappalto da aziende minori come ad esempio la costruzione degli argini sul Po, quella di un ponte sul Piave e quella della sede del Ministero delle finanze a Roma completata nel 1879. Furono poi effettuati scavi lagunari in provincia di Venezia. In occasione dei lavori di costruzione del palazzo delle Finanze, la Veneta costruì un raccordo tra il cantiere e la stazione di Roma Termini, dotandosi anche di due locomotive e di quarantaquattro carri merce, per approvvigionare i lavori del materiale necessario.
Nel 1876 ottenne i lavori di ampliamento del porto di Genova, mentre tre anni dopo si aggiunsero quelli nei porti di Napoli e di Castellammare di Stabia. In seguito si aggiunsero cantieri presso altri porti, tra i quali quelli di Brindisi, di Barletta e di Palermo, ma l'impresa non riuscì a far fronte finanziariamente ai numerosi impegni tant'è che i soci dovettero versare venti milioni di lire nel 1884 per riequilibrare il patrimonio aziendale.
A fianco delle costruzioni di porti e immobili, nel 1874, la Veneta iniziò ad operare anche nel ramo ferroviario ottenendo in subconcessione l'esercizio sia della ferrovia Vicenza-Thiene-Schio, in questo caso direttamente dalla provincia di Vicenza in qualità di concessionario originario, sia delle linee Vicenza-Treviso e Padova-Bassano, queste ultime soprannominate "consorziali" in quanto concesse ad un consorzio comprendente la provincia di Padova, quella di Treviso e quella di Vicenza. A queste ferrovie si aggiunse, nel 1879, la Conegliano-Vittorio Veneto.
Nel corso degli anni ottanta e novanta del XIX secolo, la Veneta incrementò il proprio interesse nel ramo ferroviario tanto che divenne il settore principale di tutta l'attività aziendale, per cui, nel 1898, l'organo volitivo decise quindi di modificare la ragione sociale in Società Veneta per la costruzione e l'esercizio di Ferrovie secondarie italiane. Per diversi anni, tuttavia, l'azienda patavina proseguì anche nell'attività di costruzione di altre opere civili: l'ultima commessa non ferroviaria fu l'ampliamento del porto di Cadice il cui appalto fu ottenuto nel 1907.

### L'espansione tra nuove ferrovie e tranvie
Nel quinquennio 1884-88, secondo il Cornolò (2005) proprio a seguito del riordino finanziario precedentemente citato, la Veneta accrebbe la propria operatività in campo ferroviario e tranviario espandendosi anche al di fuori delle province venete. Nel Lazio, la SV istituì nel 1884 la Società per la Ferrovia Albano-Anzio-Nettuno (FAAN), nata per esercire la linea omonima, contribuendone alla metà del capitale sociale. La FAAN acquistò anche la concessione della tranvia Portonaccio-Ciampino-Marino e ne affidò l'esercizio alla Società Veneta che la mantenne fino alla chiusura della tranvia stessa, avvenuta dopo che la Società Ferrovie Secondarie Romane (SFR) aprì la Roma-Albano nel 1889.
All'inizio del 1885, la Veneta ottenne in subconcessione l'esercizio della ferrovia Parma-Suzzara, completata poco più di un anno prima da un consorzio di enti locali istituito appositamente. Il 14 settembre dello stesso anno la controllata Società delle Guidovie Centrali Venete (GCV) aprì la diramazione tranviaria Malcontenta-Mestre seguita, l'11 novembre, dalla linea principale Padova-Malcontenta-Fusina.
Il 20 maggio dell'anno seguente la GCV inaugurò un'altra interurbana in terra veneta, la Padova-Bagnoli di Sopra. Il 20 del mese successivo fu la volta di un'altra tranvia in terra emiliana, la Bologna-Imola, in questo caso esercita direttamente dalla SV. Pochi giorni dopo la Veneta inaugurò una ferrovia, la Udine-Cividale, prima linea sociale in Friuli, mentre il 22 luglio fu aperta all'esercizio la Camposampiero-Montebelluna.
Nel 1887, furono inaugurate le linee ferroviarie della Veneta nel bolognese: la Bologna-Budrio-Portomaggiore e la Budrio-Massalombarda. L'anno seguente, l'impresa ferroviaria proseguì ad espandersi in Friuli con l'apertura della Portogruaro-San Giorgio di Nogaro e della Udine-Palmanova-San Giorgio di Nogaro; in Toscana venne aperta anche la Arezzo-Stia dopo tre anni di lavori.
Nel 1889, la SV assunse anche l'esercizio della Roma-Albano come subconcessionaria della SFR. Due anni dopo, quest'ultima ne riprese la gestione, assieme alla Albano-Nettuno.
Il 10 giugno 1890 fu inaugurata l'ultima tranvia della rete GCV, la Padova-Piove di Sacco.

### A cavallo di due secoli: nuove linee e prime cessioni allo Stato

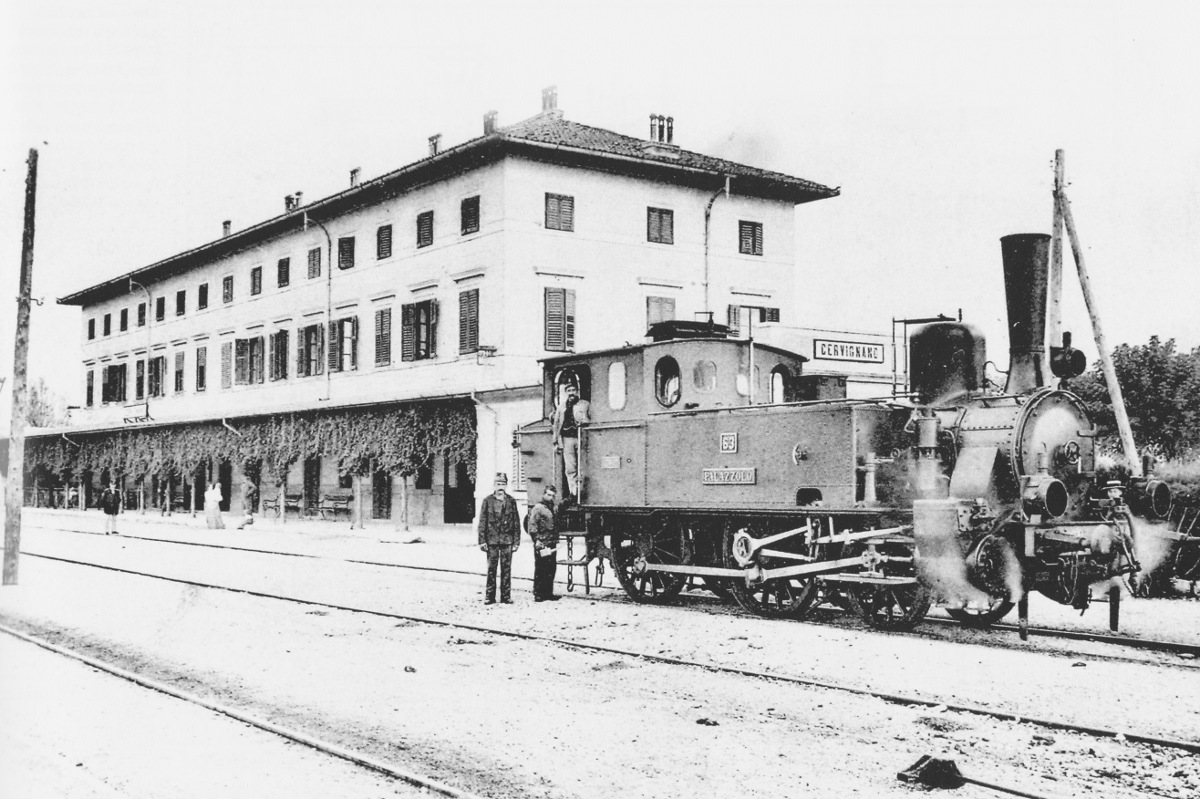
Locomotiva della Veneta nr. 63 in sosta a Cervignano nel 1906

Nel 1896, lo Stato italiano riconobbe alla Veneta la prosecuzione decennale della concessione sulle linee consorziali e sulla Vicenza-Schio.
L'anno dopo fu aperta al traffico la linea San Giorgio di Nogaro-Cervignano presso la quale si innestava a quella proveniente da Monfalcone, costruita dalla Società Ferroviaria Friuliana (FEG) e gestita dalle imperial-regie austriache. Per il gruppo della Veneta essa fu la prima ferrovia a carattere internazionale in quanto varcava il confine tra l'Italia e l'Impero austro-ungarico. La sua apertura consentì inoltre l'istituzione di un percorso più breve e diretto fra Venezia e il porto di Trieste rispetto a quello esistente a quel tempo, passante per Treviso e Udine.
Nel 1902, la Veneta ottenne la sua prima concessione ferroviaria nella provincia di Ferrara e l'anno dopo, il 21 novembre, attivò la linea per Copparo.
Due anni dopo, la SV rilevò da un precedente concessionario la tranvia Udine-San Daniele, a scartamento metrico.
Il 1º luglio 1906 avvenne il passaggio formale delle linee consorziali e della Vicenza-Schio alle Ferrovie dello Stato (FS). Il 1º ottobre, una società controllata dalla Società Veneta, la Ferrovie Nord Vicenza (FNV) assunse l'esercizio delle linee a scartamento ridotto, da 950 mm, situate nella parte settentrionale del vicentino: la Torrebelvicino-Schio, la Schio-Rocchette e la Rocchette-Arsiero. Le linee erano state costruite dalla Società Ferrovie Economiche di Schio (SFES) che non era più in grado di garantire i servizi ferroviari ed era stata posta in liquidazione nel corso dello stesso 1906.
Ancora durante il 1906, iniziarono i lavori per la costruzione della ferrovia Thiene-Rocchette, per la quale fu adottato lo scartamento ordinario come la Vicenza-Thiene-Schio, che fu aperta al traffico il 7 settembre 1907. Nello stesso mese, la Veneta ottenne dalla Società per la ferrovia Alessandria-Ovada (SAO), l'esercizio dell'omonima linea ferroviaria. La linea fu poi riscattata dallo Stato sul finire dell'anno, ma la SV ne mantenne l'esercizio.
Tra il 1908 e il 1910, un'altra impresa controllata dalla Veneta, la Società Italiana per la Ferrovia della Valsugana (SIFV), fu impegnata nella costruzione della Mestre-Bassano-Tezze presso la quale si sarebbe innestata con la linea austro-ungarica proveniente da Trento. Il 15 luglio 1908 fu aperto il tronco Mestre-Bassano del Grappa, a cui fece seguito, il 1º gennaio dell'anno seguente, il tratto Bassano-Valstagna e quindi, il 21 luglio 1910, il Valstagna-Tezze. Primolano divenne stazione internazionale di trasmissione fra la rete ferroviaria austriaca e quella italiana.
Nel corso del 1909, a seguito di regolare riscatto da parte dello Stato italiano, la Camposampiero-Montebelluna passò alle FS. Il 19 maggio dello stesso anno, dopo due anni di lavori, fu avviata la trazione elettrica sulla Padova-Piove di Sacco, primo esempio in tal senso nel gruppo della Veneta. L'azienda adottò un sistema simile a quello in uso sulla ferrovia della Valle Brembana: in corrente alternata con frequenza da 25 Hz e con una tensione di 6000 V. Il 28 luglio 1909 fu aperto il primo tratto della Ferrara-Modena, tra il capoluogo ferrarese e Cento.
Oltre al tratto conclusivo della linea della Valsugana, nel 1910 furono aperte al traffico altre due linee. Il 10 febbraio iniziò il servizio sulla Rocchette-Asiago che ebbe la caratteristica di avere un tratto cremagliera per risolvere la differenza altimetrica tra l'altopiano di Asiago rispetto al resto della provincia vicentina; fu costruita dalla SV che la subconcesse alla FNV. Il 9 maggio fu aperta la Carnia-Villa Santina. Nello stesso 1910, la Veneta rilevò la gestione della ferrovia Verona-Caprino-Garda dall'omonima società.
Nel 1911, fu aperto il tratto Cento-Decima, della Ferrara-Modena, e la diramazione Decima-San Giovanni in Persiceto.
Per motivi prettamente militari, nel 1912, la Mestre-Primolano-Tezze fu rilevata dallo Stato, passando all'esercizio delle FS. L'anno dopo le stesse ferrovie statali assunsero anche la gestione diretta della Alessandria-Ovada. Sempre nel 1913, fu inaugurata la trazione elettrica sulla Padova-Piove di Sacco, con le medesime caratteristiche applicate sulla Padova-Malcontenta-Fusina.
Poco prima dell'ingresso dell'Italia nella prima guerra mondiale, la Veneta inaugurò un gruppo di tranvie a scartamento da 1000 mm in provincia di Treviso: la Montebelluna-Caselle d'Asolo e la Montebelluna-Valdobbiadene furono aperte il 17 agosto 1913, mentre il 16 novembre seguente fu attivata la Susegana-Pieve di Soligo. Il 20 gennaio dell'anno successivo fu ultimato l'itinerario della prima linea fino ad Asolo. Le tranvie facenti capo a Montebelluna furono elettrificate con specifiche diverse da quelle adottate per le linee delle GCV, dato che venne applicato un sistema in corrente continua con tensione a 975 V; la trazione della linea Susegana-Pieve di Soligo rimase a vapore.

### Durante la prima guerra mondiale
Durante gli eventi bellici, la tendenza dell'esercito italiano fu quella di far gestire i servizi pubblici nei territori occupati alle imprese operanti nelle zone vicine, dopo un breve periodo di riorganizzazione iniziale. Di conseguenza, il consolidamento del fronte dell'Isonzo dopo la quarta battaglia comportò un'espansione della rete della Società Veneta: nel 1915, essa assunse l'esercizio delle linee che precedentemente si trovavano in territorio austro-ungarico come la Cervignano-Ponte sull'Isonzo e la Cervignano-Pontile per Grado.
Al fine di favorire il trasferimento ed il rifornimento di uomini e mezzi sul fronte della Carnia, l'esercito italiano dispose la costruzione di tre linee, a scartamento ridotto da 750 mm, che si sarebbero sviluppate lungo tre valli incuneate nel fronte nemico. La Veneta ne ottenne la costruzione e l'esercizio, completandole nell'inverno 1915-16: la Cividale-Susida, lungo la valle del Natisone, la Tolmezzo-Moscardo, situata nelle valli del But e di san Pietro, e la Villa Santina-Comeglians che si sviluppava nella valle del Gorto.
Il 3 febbraio 1916 fu aperta al traffico la Piove di Sacco-Adria una ferrovia che nei fatti fu la prosecuzione della tranvia proveniente da Padova, dato che condividevano la medesima stazione, sebbene la trazione della prima fosse rimasta a vapore.
A seguito dell'offensiva dell'esercito austriaco nella battaglia degli Altipiani, Arsiero e Asiago furono da questo occupate nel maggio 1916. La Veneta fu costretta a far terminare il servizio sulla ferrovia Rocchette-Arsiero nei pressi di Seghe di Velo e a svolgerlo solamente nei tempi notturni, mentre sulla Rocchette-Asiago il capolinea fu trasferito a Campiello. Per quanto riguarda il materiale rotabile, le perdite furono nulle in quanto tutto il materiale venne trasferito all'interno delle linee italiane al momento delle prime offensive. Con la liberazione di Arsiero, avvenuta il 25 giugno, la Veneta dovette attendere qualche settimana prima di poter riprendere il servizio, svolgendolo comunque sempre in ore notturne.
Il 16 agosto 1916 fu completata la ferrovia Ferrara-Modena con l'apertura dell'ultimo tronco tra Decima e Modena. L'anno seguente, la Veneta ottenne l'esercizio della Palmanova-Cervignano costruita dal Genio ferrovieri per facilitare il rifornimento del fronte dell'Isonzo.
La ritirata dell'esercito italiano sul fronte del Piave dopo la battaglia di Caporetto comportò per la Società Veneta la perdita di tutte le linee ferroviarie e tranviarie del Friuli e di quella parte del materiale rotabile che non riuscì a trasferire nel versante italiano. Le linee in questione furono rilevate dall'amministrazione militare austriaca che le riattivò ad eccezione della tranvia Susegana-Pieve di Soligo, i cui danni non la resero immediatamente recuperabile, e delle linee divise in due dal fronte, come la Montebelluna-Valdobbiadene, la Rocchette-Asiago e la Rocchette-Arsiero.

### Il primo dopoguerra
Dopo la battaglia di Vittorio Veneto e l'armistizio di Villa Giusti, la Veneta riprese possesso sia delle linee oltre il Piave sia del materiale rotabile che non era stato trasferito dall'esercito austro-ungarico in località esterne ai confini italiani. Rapidamente furono riattivate le linee sociali, ad eccezione di alcune la cui gravità dei danni impediva una ripresa immediata dei servizi, come nel caso della Palmanova-San Giorgio di Nogaro e delle tranvie nella provincia di Treviso.
Nel corso degli anni seguenti, il complesso delle linee della Veneta si ridusse per diversi motivi. Le ferrovie a scartamento ridotto da 750 mm passarono a tre diversi concessionari:
- la Tolmezzo-Paluzza, privata del tratto fino a Moscardo, dal 1919 fu gestita dalla Società Elettrica di Paluzza e in seguito dal consorzio tranvia del But;
- la Villa Santina-Comeglians passò al Consorzio Val Degano nel 1920;
- la Cividale-Susida fu concessa all'impresa Eredi Binetti di Cividale nel 1921 che si occupò di costruire un nuovo tratto fino a Caporetto[36].

Nel 1920, le FS rilevarono l'esercizio di buona parte delle linee friulane della Veneta in quanto ritenute di interesse strategico dallo Stato italiano: la Udine-Palmanova-Cervignano, la Palmanova-San Giorgio di Nogaro e la San Giorgio di Nogaro-Cervignano. La Cervignano-Pontile per Grado era passata alle ferrovie statali già nel 1918.
Nel 1924, la SV perse la gestione sia della tranvia Udine-San Daniele, che passò all'ingegner Giacomo Cantoni, sia della Verona-Caprino-Garda, la quale fu riscattata dalla provincia di Verona.
Secondo il Cornolò (2005), nel 1925 la Veneta fu privata pure dell'esercizio della tranvia Susegana-Pieve di Soligo in quanto acquisita da altra amministrazione. Il 30 novembre dello stesso anno, la FNV, da tempo in difficoltà e da diversi anni in stato di liquidazione, fu costretta a terminare l'esercizio delle sue linee. La Società Veneta subentrò alla sua controllata nei mesi seguenti, riaprendo al contempo tutte le linee, ad eccezione della ferrovia Torrebelvicino-Schio, il 12 settembre dell'anno seguente.
Il 27 maggio 1928 fu attivata la trazione elettrica sulla tranvia Padova-Bagnoli di Sopra che fu l'ultima del gruppo delle Guidovie Centrali Venete a venire elettrificata. L'anno seguente si procedette a spostare il capolinea patavino da Piazza Eremitani alla stazione di Santa Sofia.
Il 31 marzo e il 1º giugno 1931 furono chiuse le tranvie SV facenti capo a Montebelluna, rispettivamente quella per Valdobbiadene e quella per Asolo. Il 28 ottobre fu aperta la Piove di Sacco-Mestre che completò il percorso ferroviario tra Venezia e il Polesine.
Nel 1933, fu ultimata la ricostruzione a scartamento ordinario della ferrovia Rocchette-Arsiero, la quale fu l'ultima costruzione ferroviaria effettuata dalla Società Veneta nell'arco della sua attività aziendale.
Due anni dopo, terminò l'esercizio della tranvia Bologna-Imola. Nello stesso periodo, la SV decise di sperimentare la trazione termica sia introducendo bruciatori a gasolio sulle locomotive a vapore sia affidandosi alla costruzione di nuove automotrici. L'anno seguente arrivarono i primi modelli del gruppo ADn 500 che furono introdotti sulla Adria-Mestre e sulla Ferrara-Copparo. Al termine dell'anno fu convocata un'assemblea straordinaria della GCV con il compito di approvarne la liquidazione; le sue tranvie erano già da anni esercite direttamente dalla capogruppo.
Nel 1937, lo Stato italiano riscattò la Conegliano-Vittorio Veneto; le FS si incaricarono di costruire il tronco fino a Ponte nelle Alpi.
Nel 1942, la Veneta ottenne in subconcessione dalla Società Veneto-Emiliana di Ferrovie e Tramvie (SVEFT) l'esercizio della ferrovia Adria-Ariano Polesine.

### Il secondo dopoguerra tra ricostruzioni e dismissioni

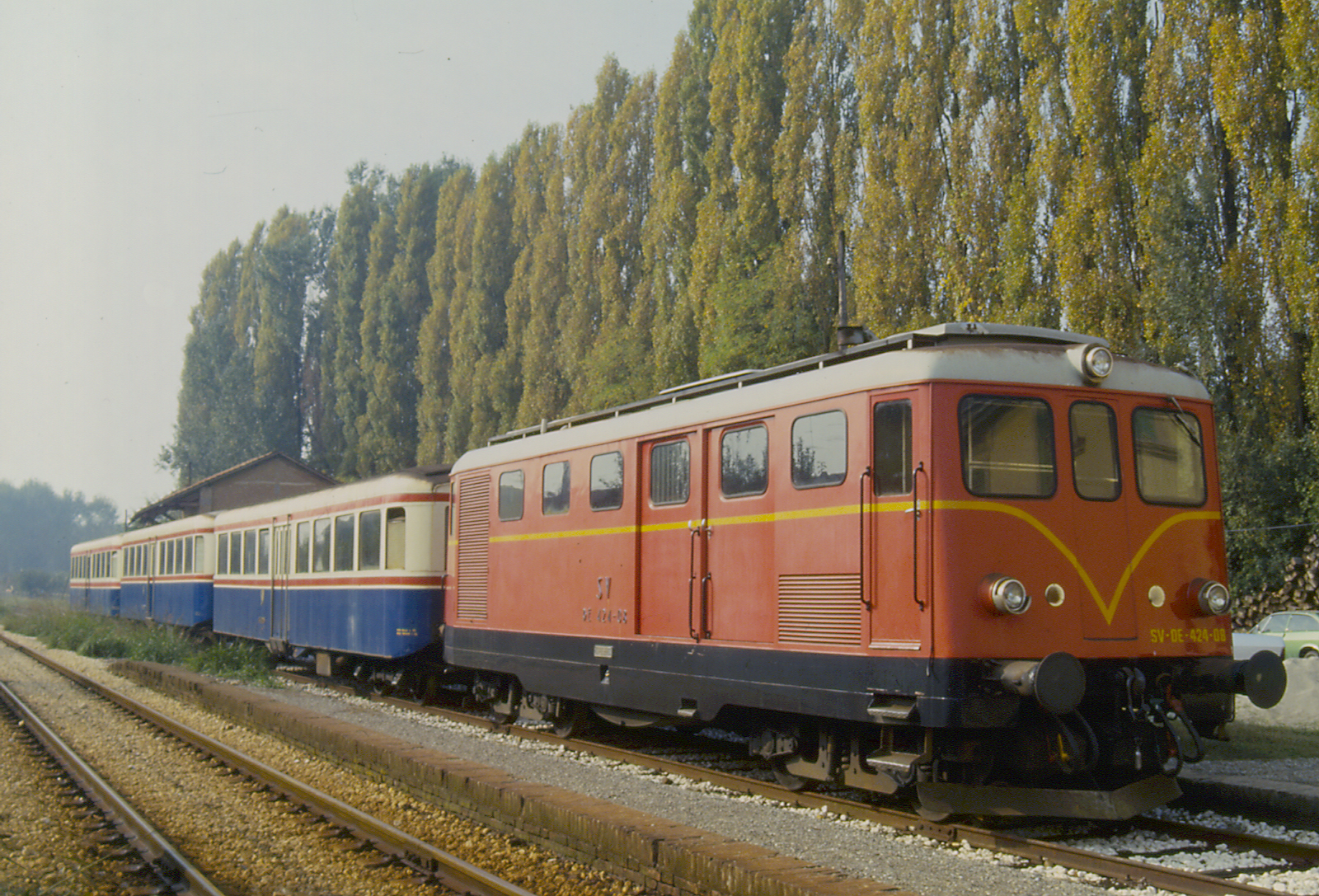
Una locomotiva SV DE.424 in testa a un treno speciale nei pressi della stazione di Gualtieri.

La maggior parte dei danni dovuti al conflitto bellico si verificarono nel periodo in cui il settentrione italiano fu occupato dall'esercito tedesco e furono provocati da azioni compiute sia dagli occupanti sia dalle forze partigiane e alleate. I servizi ferroviari e tranviari furono pressoché sospesi nell'arco di poco tempo a partire dal settembre 1943.
Nell'estate 1945 il Comitato di Liberazione Nazionale fece decadere il consiglio d'amministrazione e nominò un commissario, l'ingegnere Leonarduzzi, che si occupò di inventariare la situazione e di procedere al ripristino delle attività. Parecchie linee furono trovate in condizioni pietose, con l'armamento asportato e il materiale rotabile distrutto o sottratto, per cui si procedette alla ricostruzione dando la precedenza a quelle linee che potevano riprendere l'attività in poco tempo. Comunque, nel giro di due anni, tutte le linee sociali vennero riaperte ad eccezione della diramazione San Giovanni in Persiceto-Decima, della Adria-Ariano Polesine e della ferrovia Casentinese. Le prime due perché considerate non ripristinabili per le dimensioni delle distruzioni operate dagli eventi bellici e dall'esercito tedesco in ritirata, la terza in quanto passò ad un'altra società, La Ferroviaria Italiana (LFI), che la sistemò e la riaprì nel 1950.
Gli sforzi per la ricostruzione delle infrastrutture ferroviarie e tranviarie furono notevoli, ma negli anni successivi apparvero sprecati alla luce della politica che la Veneta attuò per ridurre le perdite in bilancio, ovvero quella della soppressione dei servizi ferrotranviari e della loro sostituzione con gli autobus. Un primo esempio fu la ferrovia Schio-Rocchette che chiuse il 20 giugno 1949. La rete delle interurbane di Padova fu soppressa nel 1954, mentre due anni dopo fu la volta delle ferrovie facenti capo a Ferrara. La Rocchette-Asiago fu chiusa nel 1958. Già nel 1955, i prodotti derivanti dai servizi automobilistici superarono quelli dei ferroviari.
Sul finire degli anni cinquanta, la Veneta investì però nel processo di sostituzione della trazione a vapore su quelle linee sociali che nello stesso periodo non venivano chiuse, utilizzando le risorse fornite dallo Stato con la legge 1221/1952. Si procedette all'acquisto di locomotori diesel, alcuni reperiti sul mercato dell'usato, altri frutto di progetti nuovi, come il gruppo di locomotive DE.424, fatte costruire alla Tecnomasio Italiano Brown Boveri (TIBB). Furono introdotte le automotrici gruppo ADn 800 e furono acquistate due unità simili alla serie 1400 delle 688 FS che furono immatricolate nel gruppo ADn 600.
La politica delle soppressioni, tuttavia, proseguì anche negli anni sessanta. Nel 1964, terminarono le attività sulla Budrio–Massalombarda, sulla Thiene–Rocchette e sulla Rocchette-Arsiero. Nel 1968 fu chiusa definitivamente la Carnia–Villa Santina, dopo che già nel 1960 ne era stato soppresso il servizio passeggeri.

### La Società Veneta Autoferrovie e la conclusione delle operazioni ferroviarie
Dopo il 1968, la Società Veneta mantenne quindi l'esercizio ferroviario su quattro linee: la Adria–Mestre, la Bologna–Portomaggiore, la Parma–Suzzara e la Udine–Cividale.
Nel luglio 1969 fu istituita la Società Veneta Autoferrovie (SVA): un'impresa controllata dalla SV che ebbe il compito di rilevare dalla capogruppo tutte le concessioni ferroviarie e automobilistiche. Con Decreto ministeriale 29 dicembre 1970, n. 2192, il Governo italiano approvò il passaggio di consegne, ad eccezione della Parma–Suzzara che rimase in capo alla Veneta: il consorzio intercomunale, che ne possedeva la concessione originaria, si era infatti opposto al trasferimento della subconcessione. La Veneta, tuttavia, fece gestire la linea dalla SVA tramite mandato institutorio.
Il 3 luglio 1977 la società, divenuta una finanziaria, ripristinò l'originaria ragione sociale ovverosia Società Veneta per Imprese e Costruzioni Pubbliche.
Nel 1981 avvenne un altro stravolgimento della composizione del gruppo societario. La SVA cedette quasi tutti i suoi rami d'azienda ad imprese a loro volta controllate dalla Veneta: gli esercizi della Bologna–Portomaggiore e delle autolinee del bolognese passarono alla Cooperativa Trasporti Romagnoli (TraRo), mentre quelli della Adria–Mestre e della Udine–Cividale andarono alla Ferrovie del Nord Est (FNE). Furono istituite anche la Autolinee Patavine (AUPA) e le Autolinee Ferraresi (AUFE). La SVA mantenne l'esercizio della Parma–Suzzara per nome e conto della Società capogruppo.
Il 6 febbraio 1986, il Ministero dei trasporti decretò la gestione commissariale per le quattro linee ferroviarie del gruppo della Veneta di fatto concludendo l'operatività della SVA. Dal punto di vista degli autoservizi, le linee ex AUPA passarono in parte alla provincia di Padova e in parte al Consorzio Trasporti Veneziano, mentre buona parte delle linee della Tra.Ro, l'11 novembre 1986, passarono alla gestione commissariale governativa Ferrovia Bologna-Portomaggiore ed Autoservizi; le restanti confluirono nell'ATC di Bologna il 1º gennaio 1987.

## La rete ferroviaria e tranviaria

### Ferrovie a scartamento ordinario
| Linea                                 | Assunzione esercizio SV o società del gruppo | Termine esercizio SV o società del gruppo | Regione                      | Ulteriori annotazioni                                                                          |
| ------------------------------------- | -------------------------------------------- | ----------------------------------------- | ---------------------------- | ---------------------------------------------------------------------------------------------- |
| Vicenza-Schio                         | 1876                                         | 1906                                      | Veneto                       | Passata alle FS                                                                                |
| Treviso-Vicenza                       | 1877                                         | 1906                                      | Veneto                       | Passata alle FS                                                                                |
| Padova-Bassano                        | 1877                                         | 1906                                      | Veneto                       | Passata alle FS                                                                                |
| Conegliano-Vittorio Veneto            | 1879                                         | 1937                                      | Veneto                       | Passata alle FS                                                                                |
| Albano-Nettuno                        | 1884                                         | 1891                                      | Lazio                        | SV subconcessionaria prima della FAAN, poi della SFR Esercizio passato a quest'ultima nel 1891 |
| Parma-Suzzara                         | 1885                                         | 1986                                      | Emilia-Romagna               | SV subconcessionaria della SAFPS Linea commissariata                                           |
| Udine-Cividale                        | 1886                                         | 1986                                      | Friuli-Venezia Giulia        | Linea commissariata                                                                            |
| Camposampiero-Montebelluna            | 1886                                         | 1909                                      | Veneto                       | Passata alle FS                                                                                |
| Bologna-Portomaggiore                 | 1887                                         | 1986                                      | Emilia-Romagna               | Linea commissariata                                                                            |
| Budrio-Massalombarda                  | 1887                                         | 1964                                      | Emilia-Romagna               | Soppressa                                                                                      |
| Arezzo-Stia                           | 1888                                         | 1950                                      | Toscana                      | Passata alla LFI                                                                               |
| Udine-Palmanova-San Giorgio di Nogaro | 1888                                         | 1920                                      | Friuli-Venezia Giulia        | Passata alle FS                                                                                |
| Portogruaro-San Giorgio di Nogaro     | 1888                                         | 1920                                      | Veneto Friuli-Venezia Giulia | Passata alle FS                                                                                |
| Roma-Albano                           | 1889                                         | 1891                                      | Lazio                        | SV subconcessionaria della SFR Esercizio passato a quest'ultima nel 1891                       |
| San Giorgio di Nogaro-Cervignano      | 1897                                         | 1920                                      | Friuli-Venezia Giulia        | Passata alle FS                                                                                |
| Ferrara-Copparo                       | 1903                                         | 1956                                      | Emilia-Romagna               | Soppressa                                                                                      |
| Thiene-Rocchette                      | 1907                                         | 1964                                      | Veneto                       | Soppressa                                                                                      |
| Alessandria-Ovada                     | 1907                                         | 1913                                      | Piemonte                     | SV subconcessionaria prima della SAO, poi delle FS Esercizio passato a quest'ultima nel 1913   |
| Primolano-Mestre                      | 1908-10                                      | 1912                                      | Veneto                       | Esercizio da parte della controllata SIFV Passata alle FS                                      |
| Modena-Ferrara                        | 1909-16                                      | 1956                                      | Emilia-Romagna               | Soppressa                                                                                      |
| Verona -Caprino/Garda                 | 1910                                         | 1924                                      | Veneto                       | SV subconcessionaria della FVCG Linea riscattata dalla provincia di Verona nel 1924            |
| Carnia-Villa Santina                  | 1910                                         | 1968                                      | Friuli-Venezia Giulia        | Soppressa, servizio passeggeri già terminato nel 1960                                          |
| Decima-San Giovanni in Persiceto      | 1911                                         | 1947                                      | Emilia-Romagna               | Soppressa                                                                                      |
| Cervignano-Ponte Isonzo               | 1915                                         | 1920                                      | Friuli-Venezia Giulia        | Passata alle FS                                                                                |
| Cervignano-Pontile per Grado          | 1915                                         | 1918                                      | Friuli-Venezia Giulia        | Passata alle FS                                                                                |
| Piove di Sacco-Adria                  | 1916                                         | 1986                                      | Veneto                       | Linea commissariata                                                                            |
| Palmanova-Cervignano                  | 1917                                         | 1920                                      | Friuli-Venezia Giulia        | Passata alle FS                                                                                |
| Mestre-Piove di Sacco                 | 1931                                         | 1986                                      | Veneto                       | Linea commissariata                                                                            |
| Rocchette-Arsiero                     | 1933                                         | 1964                                      | Veneto                       | Ricostruzione di ferrovia già esistente, ma a scartamento ridotto da 950 mm Soppressa          |
| Adria-Ariano Polesine                 | 1942                                         | 1944                                      | Veneto                       | SV subconcessionaria della SVEFT Soppressa                                                     |

### Ferrovie a scartamento ridotto
| Linea                    | Scartamento | Assunzione esercizio SV | Termine esercizio SV | Regione               | Ulteriori annotazioni |
| ------------------------ | ----------- | ----------------------- | -------------------- | --------------------- | --- |
| Torrebelvicino-Schio     | 950         | 1906                    | 1925                 | Veneto                | La controllata FNV la rileva dalla SFES Soppressa                                                                              |
| Schio-Rocchette          | 950         | 1906                    | 1949                 | Veneto                | La controllata FNV la rileva dalla SFES Dal 1926 gestita direttamente dalla SV Soppressa                                       |
| Rocchette-Arsiero        | 950         | 1906                    | 1933                 | Veneto                | La controllata FNV la rileva dalla SFES Dal 1926 gestita direttamente dalla SV Ricostruita a scartamento normale               |
| Rocchette-Asiago         | 950         | 1910                    | 1958                 | Veneto                | Esercizio subconcesso alla controllata FNV, dal 1926 gestita direttamente dalla SV Tratto Cogollo-Val Campiello in cremagliera |
| Vicenza-Montagnana       | 950         | 1887                    | 1911                 | Veneto                | Ceduta alla Società Tranvie Vicentine e convertita a scartamento ordinario                                                     |
| Cividale-Susida          | 750         | 1915                    | 1921                 | Friuli-Venezia Giulia | Passata alla Eredi Binetti |
| Tolmezzo-Moscardo        | 750         | 1915                    | 1919                 | Friuli-Venezia Giulia | Passata alla Società Elettrica Paluzza e al Consorzio tranvia del But                                                          |
| Villa Santina-Comeglians | 750         | 1916                    | 1920                 | Friuli-Venezia Giulia | Passata al consorzio val Degano                                                                                                |

### Tranvie
| Linea                       | Scartamento | Trazione elettrica | Assunzione esercizio SV | Termine esercizio SV | Regione               | Ulteriori annotazioni |
| --------------------------- | ----------- | ------------------ | ----------------------- | -------------------- | --------------------- | --- |
| Portonaccio-Ciampino-Marino | 1445        | no                 | 1884                    | 1889                 | Lazio                 | La controllata FAAN la rileva dalla Tramvie e Ferrovie economiche di Roma, Milano e Bologna Esercita dalla SV per conto della FAAN Sostituita dalla ferrovia Roma-Albano |
| Padova-Malcontenta Fusina   | 1445        | 6000 V CA, 25 Hz   | 1885                    | 1954                 | Veneto                | A vapore fino al 1909, poi elettrificata Soppressa |
| Bologna-Imola               | 1445        | no                 | 1885                    | 1935                 | Emilia-Romagna        | Soppressa |
| Padova-Bagnoli di Sopra     | 1445        | 6000 V CA, 25 Hz   | 1886                    | 1954                 | Veneto                | A vapore fino al 1928, poi elettrificata Soppressa |
| Padova-Piove di Sacco       | 1445        | 6000 V CA, 25 Hz   | 1890                    | 1954                 | Veneto                | A vapore fino al 1913, poi elettrificata Soppressa |
| Udine-San Daniele           | 1000        | no                 | 1905                    | 1924                 | Friuli-Venezia Giulia | Subentro da precedente concessionario Passata all'ingegner Giacomo Cantoni                                                                                               |
| Montebelluna-Valdobbiadene  | 1000        | 975 V CC           | 1913                    | 1931                 | Veneto                | Soppressa |
| Susegana-Pieve di Soligo    | 1000        | no                 | 1913                    | 1925                 | Veneto                | Riscattata da altra amministrazione |
| Montebelluna-Asolo          | 1000        | 975 V CC           | 1913-14                 | 1931                 | Veneto                | Soppressa |

## Materiale rotabile

### Classificazione dei mezzi di trazione
Il parco dei veicoli ferroviari della Società Veneta e delle sue controllate fu piuttosto variegato a causa principalmente delle differenti caratteristiche delle linee sociali, per scartamento e per aderenza.
Inizialmente, la trazione di tutte le linee fu a vapore e la classificazione del materiale di trazione seguì il semplice ordine numerico, per le linee costruite in origine dalla Veneta, oppure quello preesistente, per quelle frutto di acquisizioni successive. In alcuni casi, si aggiunse anche un nome, di solito proveniente da un toponimo attraversato dalle linee sociali.
Nel 1915, la società riorganizzò la propria classificazione adottando il seguente schema numerico:
- 1-139, per le locomotive a scartamento ridotto;
- 140-199, per le locomotive tranviarie a scartamento ordinario;
- 200-299, per le locomotive a due assi accoppiati;
- 300-399, per le locomotive a tre assi accoppiati;
- 400-499, per le locomotive a quattro assi accoppiati.

Nell'arco di vita dell'azienda le locomotive a quattro assi non furono mai acquistate, per cui la numerazione della serie 400 fu reimpiegata per le locomotive elettriche tranviarie, aggiungendo ad esse il prefisso "E.". Le elettromotrici tranviarie furono invece contrassegnate da uno 0 iniziale e suddivise nei gruppi 001 (001-010), 040 (041-044), 020 (021-024) e 050 (051-056). I primi tre gruppi furono utilizzati sulle linee padovane, mentre lo 050 fu impiegato sulle linee trevigiane.
La trazione termica fu introdotta a titolo sperimentale negli anni trenta, il primo gruppo di automotrici fu costruito dalla Stanga su licenza MAN, e si decise di proseguire con la numerazione già adottata per le locomotive a vapore ed elettriche, costituendo il gruppo 500, con sigla ADn. Con l'introduzione massiva della trazione termica, a partire dagli anni cinquanta, le diverse automotrici simili alle ALn 668 furono immatricolate nella serie ADn 600, mentre le automotrici costruite dalle OMS per conto della Veneta furono classificate nel gruppo ADn 800. Le ALn 663 acquistate da società del gruppo della Veneta, la FNE e la TraRo, furono immatricolate come ADn 901, poi AD 901, e come AD 902. Per le locomotive a trazione termica fu applicata una logica diversa: inizialmente le Diesel (LDn) furono immatricolate nella classe 600, poi, con la sigla Ld, furono riclassificate nella 400. Le Diesel-Elettriche (DE) costruite dalla TIBB furono invece classificate come DE.424 serie 01-09.
La locomotiva SV321 è oggi parte della Collezione storica TPER.

### Classificazione dei mezzi rimorchiati
A differenza del materiale di trazione, carrozze e rimorchi non subirono un processo di riclassificazione, per cui la numerazione delle diverse unità rimase piuttosto eterogenea.